# V̓
Cette page contient des caractères spéciaux ou non latins. S’ils s’affichent mal (▯, ?, etc.), consultez la page d’aide Unicode.
V̓, ou V virgule suscrite, est une lettre utilisé dans l'écriture de certaines langues ellicéennes.
Il s'agit de la lettre V diacritée d'un virgule suscrite.

## Utilisation
Le V̓ est utilisé dans certaines langues ellicéennes pour transcrire les sons /ʋ, β/

## Représentations informatiques
Le V virgule suscrite peut être représenté avec les caractères Unicode suivants :
- décomposé (latin de base, diacritiques) :

| formes    | représentations | chaînes de caractères | points de code | descriptions                                          |
| --------- | --------------- | --------------------- | -------------- | ----------------------------------------------------- |
| capitale  | V̓               | V◌̓                    | U+0056 U+0313  | lettre majuscule latine v diacritique virgule en chef |
| minuscule | v̓               | v◌̓                    | U+0076 U+0313  | lettre minuscule latine v diacritique virgule en chef |